# Gerolfingen

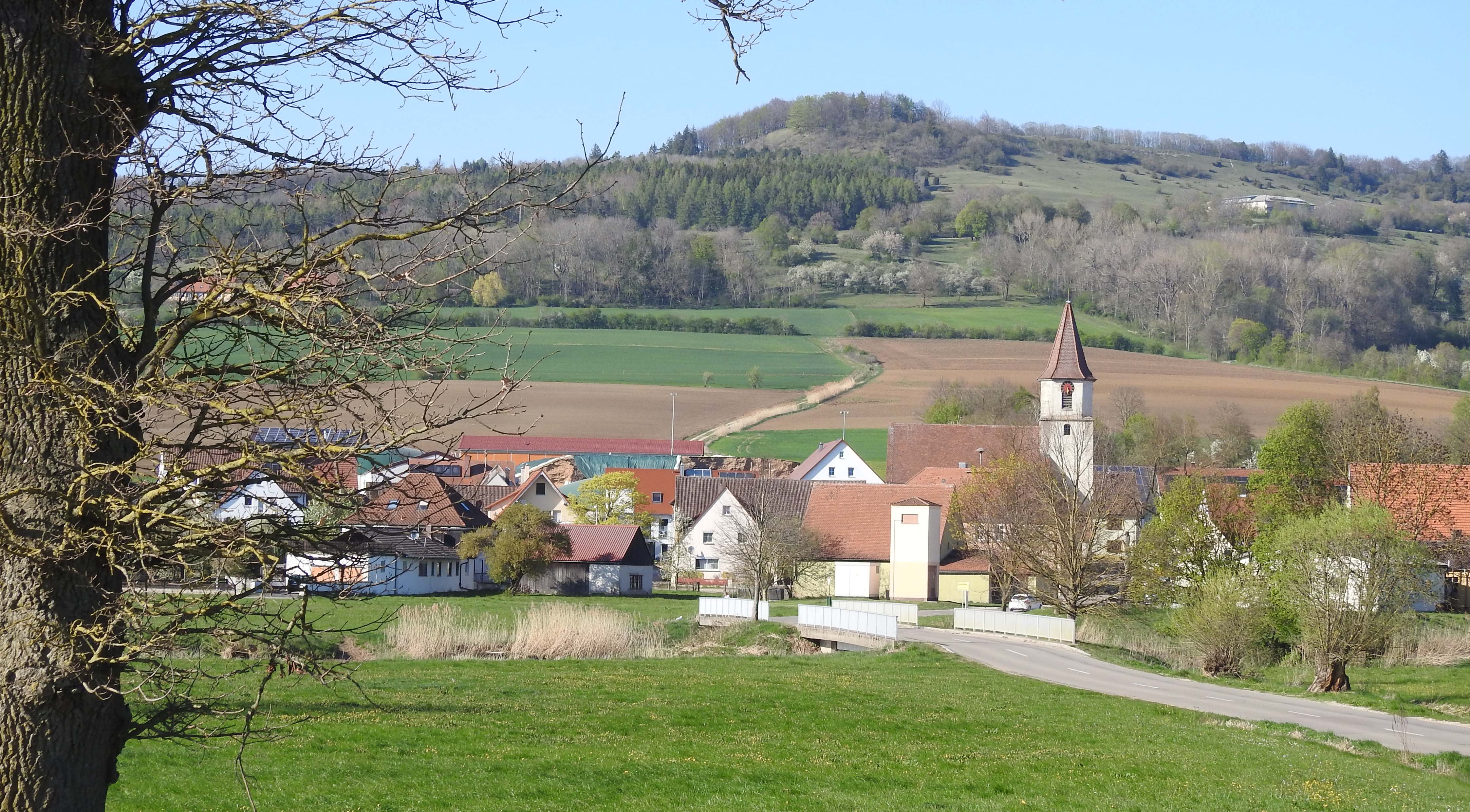
Gerolfingen mit Hesselberg

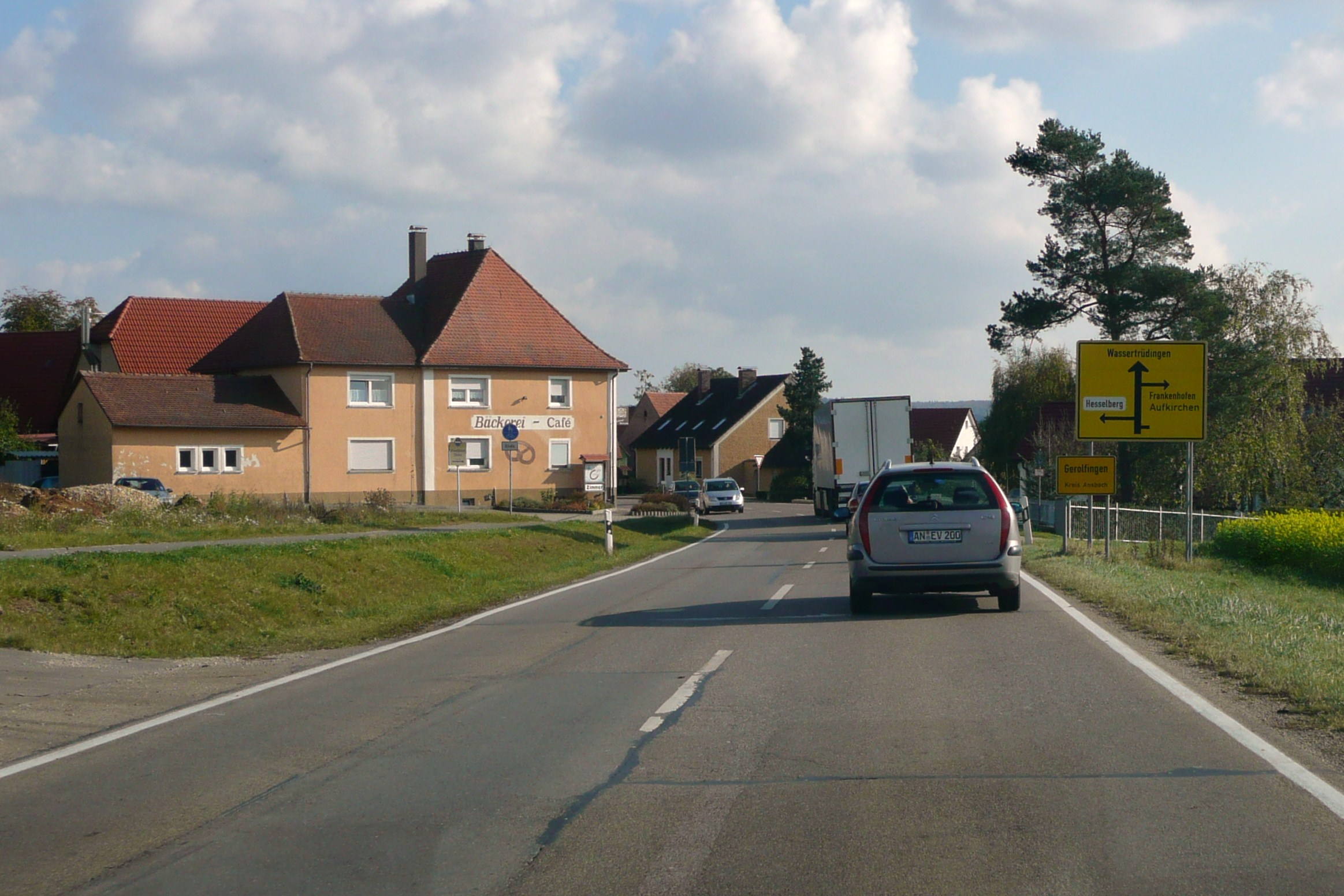
Gerolfingen

Gerolfingen (fränkisch: Gerlfing) ist eine Gemeinde im mittelfränkischen Landkreis Ansbach und zählt zur Metropolregion Nürnberg. Der Sitz der Gemeindeverwaltung befindet sich in Aufkirchen.

## Geografie

### Lage
Gerolfingen liegt an der Wörnitz südlich des Hesselbergs.

### Geologie
Der überwiegende Teil des Gemeindegebiets befindet sich im Oberen Keuper. Der Anstieg zum Hesselberg besteht aus allen drei Schichten des Jura (vorwiegend Dogger).

### Nachbargemeinden
Westlich Gerolfingens liegt die Gemeinde Wittelshofen, im Osten Röckingen, im Norden (nördlich des Hesselbergs und nicht direkt von Gerolfingen mit dem Fahrzeug erreichbar) Ehingen, im Süden Wassertrüdingen  mit dessen eingemeindeter Ortschaft Fürnheim und im Südwesten Weiltingen.
Nach Fläche ist Gerolfingen (12,59 km²) nur etwas größer als Röckingen (10,91 km²), jedoch erheblich kleiner als Wittelshofen (24,23 km²) und Ehingen (47,63 km²).

### Gemeindegliederung

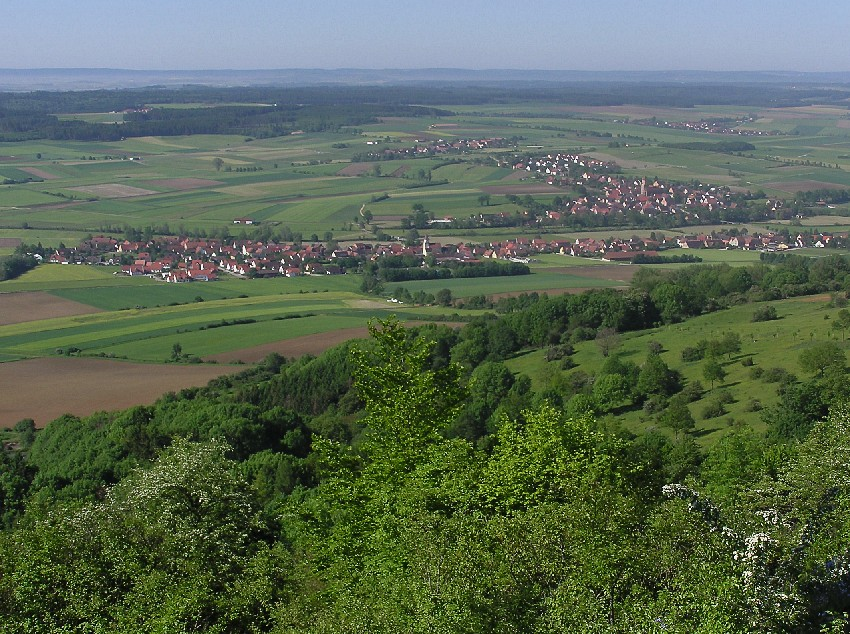
Blick vom Hesselberg auf das Gemeindegebiet

Die Gemeinde Gerolfingen hat vier Gemeindeteile (in Klammern ist der Siedlungstyp angegeben):
- Aufkirchen (Kirchdorf)
- Berghaus (Einöde)
- Gerolfingen (Pfarrdorf)
- Irsingen (Dorf)

Gerolfingen selbst ist der lang gezogene Ort im unteren Teil des Bildes. Jenseits der Wörnitz (ostfränkisch: Wernnz) schließt sich Aufkirchen und unmittelbar daran Irsingen an.
Es gibt auf dem Gemeindegebiet die Gemarkungen Aufkirchen, Gerolfingen und Irsingen. Die Gemarkung Gerolfingen hat eine Fläche von 6,444 km². Sie ist in 853 Flurstücke aufgeteilt, die eine durchschnittliche Fläche von 7554,19 m² haben. In ihr liegt neben dem namensgebenden Ort der Gemeindeteil Berghaus.
Historisch war die zwischen Gerolfingen und Aufkirchen fließende Wörnitz die Grenze zwischen dem Fürstentum Oettingen, zu welchem Aufkirchen und Irsingen gehörten, und der Markgrafschaft Ansbach, der Gerolfingen angehörte.

## Geschichte
Die erste urkundliche Erwähnung Irsingens („villa Ursingen“) datiert aus dem Jahre 1053, die Aufkirchens („burgum ufkirchin“) aus dem Jahre 1188 und die Gerolfingens („Gerlifingen“) aus dem Jahre 1228. Dem Ortsnamen liegt der Personenname Gerolf zugrunde, der durch das Zugehörigkeitssuffix -ingen abgeleitet wurde. Der Ortsname bedeutet Bei den Leuten des Gerolf.
Das Irsinger Datum fällt damit in die Salierzeit, die beiden anderen Daten in die Stauferzeit. Aufkirchen, Gerolfingen und Irsingen waren zu jener Zeit Bestandteil des Ostfrankenreiches (Regnum francorum orientalium), das aus der Teilung des Frankenreiches (Vertrag von Verdun (843)) hervorgegangen war und ab dem 14. Jahrhundert als Heiliges Römisches Reich (Deutscher Nation) [Sacrum Romanum Imperium (nationis Germanicae)] bezeichnet wurde. Das Irsinger urkundliche Datum fällt in die Regierungszeit Heinrichs III., während das Aufkirchner urkundliche Datum (1188) in die Friedrichs I. (Barbarossa) fällt, der seit 1152 bis zu seinem Tode 1190 Kaiser des Reiches war. Das Gerolfinger urkundliche Datum (1228) fällt in die Regierungszeit von Barbarossas Enkel, Friedrich II.
Gerolfingen ist allerdings wahrscheinlich sehr viel älter als es diese Urkunden vermuten lassen: Die Ortsendung -ingen deutet darauf hin, dass es ursprünglich von Alemannen besiedelt wurde; vielleicht ist der Ort bereits kurz nach dem Limesfall im Jahre 259/260 n. Chr. entstanden. Archäologische oder historische Belege dafür fehlen allerdings. Der alemannische Siedlungsraum reichte bis zur Schlacht bei Zülpich noch weit nach Norden bis in das Ursprungsgebiet von Fulda und Werra. Zahlreiche ursprünglich alemannische Siedlungen finden sich in der Umgebung, der Ortsteil Irsingen und die Nachbargemeinden Röckingen und Ehingen sowie Ortschaften wie Hüssingen, Hechlingen, Polsingen usw. Alle diese -ingen-Namen haben schwäbisch-alemannisches und nicht fränkisches Gepräge. Fränkischen und damit späteren Ursprungs sind dagegen die auf -hofen oder -heim endenden Namen der Nachbargemeinden Wittelshofen, Frankenhofen und Fürnheim.
Aufkirchen ist wahrscheinlich Mitte des 6. Jahrhunderts als eine fränkische Burg innerhalb der Mark der alemannischen Siedlung Gerolfingen entstanden. Möglicherweise wurde die Burg auf den Mauerresten einer vorangehenden und von den Alemannen zerstörten römischen Militärsiedlung errichtet. Dafür könnten der rechteckige Rathausplatz sowie das ursprünglich rechteckig von einer Ringmauer mit vier Toren umschlossene Siedlungsgebiet Aufkirchens sprechen. Auch ein solches ursprünglich „römisches Aufkirchen“ ist allerdings archäologisch und historisch nicht belegt. Vielleicht war die Gründung Aufkirchens als fränkische Burg auf dem Gebiet des alemannischen Gerolfingen der Grund dafür, dass Gerolfingen, Aufkirchen und Irsingen jahrhundertelang eine gemeinsame Flur hatten. Sie wurde erst 1783 aufgeteilt, dabei fielen 7⁄12 an Gerolfingen und 5⁄12 an Aufkirchen.

### Die keltische Zeit
Der Ursprung der Besiedlungsgeschichte des Gerolfinger Gebiets liegt im Dunklen. Die ältesten archäologischen Spuren haben die Kelten hinterlassen, die ab mindestens 1000 v. Chr. bis ungefähr 100 Jahre vor der Zeitenwende hier geherrscht haben. Der Hesselbergraum sowie der Altmühlraum scheint zum Siedlungsgebiet der Rucinaten (rucinates) gehört zu haben, eines der vier Unterstämme der keltischen Vindeliker. Die keltischen Ringwallanlagen (befestigte Siedlung oder Fliehburg) auf der Osterwiese, die wohl ab 300 v. Chr. entstanden sind und mit 1850 Metern Umfang eine der größten Wallanlagen Europas darstellen, zeugen davon, dass es sich hier um einen bedeutenden keltischen Ort gehandelt haben muss. Eine weitere keltische Siedlung hat es wohl an der Keltenschanze hinter der Wunibaldquelle (Richtung Reichenbach) gegeben (Viereckschanze), anderer Ansicht nach handelt es sich bei dieser Schanze dagegen um ein römisches Versorgungslager (wofür der quadratische Umriss der Anlage sprechen könnte); 1958 durchgeführte archäologische Grabungen kamen diesbezüglich zu keinem eindeutigen Schluss. Leider haben die Kelten der Nachwelt nichts Schriftliches hinterlassen. Wir kennen daher nicht den keltischen Namen der Burg auf dem Hesselberg und auch nicht den der Siedlung hinter der Wunibaldquelle.
Ab ungefähr 100 v. Chr. drängten von Norden kommend Germanen auch ins Gerolfinger Gebiet vor, darunter namentlich die Sueben (von denen sich der spätere Stammesname der Schwaben ableitet) und unter diesen wiederum die Semnonen. Ob das Aufeinandertreffen von Germanen und einheimischen Kelten friedlich verlief oder ob die Germanen die Kelten unterwarfen, ist unbekannt. In spätantiken Schriften (3 Jhdt. n. Chr.) werden einige weitere Namen germanischer (alemannischer) Stämme genannt, die im oder rundum das Gerolfinger Gebiet gesiedelt zu haben scheinen: Zum einen die Rätovarier, deren Kerngebiet wohl das Nördlinger Ries war, und zum anderen die Juthungen, die im Gebiet nördlich von Donau und Altmühl ansässig gewesen zu sein scheinen.

### Die römische Zeit: Das Zehntland und die römischen Provinz Rätien
Um die Zeitenwende und verstärkt zur Regierungszeit des Kaisers Tiberius begannen auch die Römer immer wieder, von Süden und Westen her ins Gerolfinger Gebiet vorzustoßen, ohne es zunächst offiziell in Besitz zu nehmen. Dies geschah praktisch erst mit dem Beginn des Baus des Limes wiederum rund 100 Jahre später.
Der römische (obergermanisch-raetische) Limes umschloss seinerzeit den Hesselberg und verlief in nur knapp fünf Kilometer Luftlinie nördlich des Gebietes der heutigen Gemeinde Gerolfingen. Dieses lag damit als Grenzgebiet gerade noch innerhalb des Römischen Reiches und war Teil des sogenannten Dekumatlandes („Zehntlandes“ – Agri decumates). Der Limes überquerte die Wörnitz an der Roten Furt bei Weiltingen. Weder der lateinische Name für die Wörnitz noch der lateinische Name für den Hesselberg sind überliefert. Die Römer hatten sich im Jahre 90 n. Chr., zu Regierungszeit des römischen Kaisers Domitian, das Zehntland und damit auch das Gerolfinger Gebiet formell einverleibt und teilten es auf zwei ihrer Provinzen auf: Der Westteil des Zehntlandes wurde Bestandteil der neu gebildeten römischen Provinz Germania superior („Obergermanien“), deren Hauptstadt Mainz (Mogontiacum) wurde. Der Ostteil des Zehntlandes, auf dessen Gebiet auch das heutige Gerolfinger Gebiet lag, wurde Teil der römischen Provinz Rätien, deren Hauptstadt zunächst Kempten im Allgäu (Cambodunum) und später Augsburg (Augusta Vindelicorum, dessen Name auf die oben erwähnten Vindeliker anspielt) war. Die Grenze zwischen diesen beiden damaligen römischen Provinzen verlief in nordsüdlicher Richtung bei Lorch (Württemberg), 90 km westlich von Gerolfingen. Jenseits des Limes dagegen begann die Germania magna, das so genannte „Freie Germanien“.
Für die nächsten 170 Jahre sollte das Gerolfinger Gebiet nun römisch bleiben.
Im Zehntland scheint eine keltisch-germanische Mischbevölkerung gelebt zu haben. Tacitus beschreibt allerdings in seinem Werk Germania (entstanden frühestens 98 n. Chr.) die Zehntländer nicht als Germanen, sondern als aus Gallien eingewanderte Abenteurer und Draufgänger, die es aus Not riskiert haben, sich in diesem Gebiet anzusiedeln, dessen (Stammes-)Zugehörigkeit zur Zeit der Ankunft der Römer unklar gewesen zu sein scheint.
Auf fast halber Strecke zwischen Aufkirchen und Ruffenhofen wurde zur Zeit des Kaisers Trajan (98–117 n. Chr.) ein Steinkastell für das römische Heer errichtet (Siehe Kastell Ruffenhofen). Man nimmt an, dass dessen Stammbesatzung eine Reitereinheit (Ala) mit über 100 Mann war. Südlich des Kastells entstand in der Folgezeit um die Quelle des Denzenbachs herum auch ein Lagerdorf (Vicus). Das Kastell und das Lagerdorf bestanden fast 150 Jahre lang, bis sie um 250 n. Chr. durch Brand und damit möglicherweise im Zusammenhang mit dem kurz bevorstehenden großen Alemanneneinfall zerstört wurden.
Erstmals im Jahre 233 n. Chr. und danach massiv im Jahre 259/260 n. Chr. (und mithin während der Regierungszeit des römischen Kaisers Gallienus) durchbrachen die Alemannen den Limes (Alamannensturm). Dadurch mitverursacht zeigte das Römische Reich über Jahre hinweg erhebliche Zerfallserscheinungen (Siehe Reichskrise des 3. Jahrhunderts und Soldatenkaiser). Unter anderem kam es zwischen 260 n. Chr. und 274 n. Chr. zur Bildung eines Gallisches Sonderreiches (Imperium Galliarum) unter dem Gegenkaiser Postumus, von dem der erst 1992 entdeckte Augsburger Siegesaltar zeugt und das unter anderem neben den damaligen römischen Provinzen Gallien, Obergermanien und Niedergermanien auch die Provinz Rätien umfasste und somit auch das Zehntland, soweit dieses zu dieser Zeit nicht bereits in alemannischer Hand war.

### Die alemannische und die fränkische Zeit
Für die nächsten rund 240 Jahre nach dem Alemannensturm blieb das Gerolfinger Gebiet alemannisch. In dieser Zeit wurden wohl auch die Ortschaften Gerolfingen, Irsingen, Röckingen und Ehingen gegründet. Gegen Ende des 5. Jahrhunderts änderte sich die Lage wiederum grundlegend: Die Alemannen wurden nun ihrerseits von den aufstrebenden Franken unter deren König Chlodwig I. besiegt (Schlacht bei Zülpich [wohl um 496] sowie Schlacht bei Straßburg im Jahre 506) und gerieten danach unter fränkische (merowingische) Herrschaft. Von jetzt an siedelten auch Franken rund um den Hesselberg und gründeten eigene Ortschaften (Wittelshofen, Frankenhofen, Ruffenhofen, Fürnheim und wohl auch Aufkirchen). Die heutige Gemeinde Gerolfingen befand sich in der Folgezeit im südöstlichsten Zipfel des Gebietes des Stammesherzogtums Franken, unmittelbar an der Grenze zum Stammesherzogtum Schwaben (Alamannien).
Die Franken waren um 497 mit Chlodwig I. zum Christentum übergetreten. Durch die Franken kamen somit die heidnischen Alemannen Gerolfingens und Irsingens erstmals mit dem Christentum in Berührung.
Rund 300 Jahre später, zur Zeit der Karolinger unter Karl dem Großen, wurde das inzwischen zur Großmacht aufgestiegene Frankenreich administrativ neu nach Grafschaften gegliedert, an deren Spitze jeweils ein Gaugraf (comes, grafio) stand. Gerolfingen, Aufkirchen und Irsingen fielen dabei in den Riesgau, lagen aber haarscharf an der Grenze zum östlich gelegenen Sualafeldgau, dessen Kerngebiet die heutige Gemeinde Marxheim war. Die Grenze zwischen beiden Gauen verlief seinerzeit quer über den Hesselberg und überquerte bei der „Rintgazza“ (Renngass – In der Nähe vom Wippler) die Wörnitz. Der Sualafeldgau (auch als „Schwalbfeldgau“ bezeichnet) war nach dem Flüsschen Schwalb benannt, einem linken Zufluss zur Wörnitz beim Dorf Bühl im Ries, der bei der Schwalbmühle, 3 km südlich von Wemding am östlichen Rand des Ries entspringt. Diese Gaueinteilung blieb jahrhundertelang bestehen.
Gerolfingen lag zu jener Zeit an der bedeutsamen Nibelungenstraße. Diese verband das westliche und südöstliche Europa. Von Westen kommend durchquerte sie Gerolfingen und verlief auf der jetzigen Ringstraße über den Steinweg nach Osten.
In der ersten Hälfte des 8. Jahrhunderts missionierte der englische Wandermissionar und spätere Abt des Klosters Heidenheim Wunibald die heidnischen Alemannen im Gerolfinger Gebiet. Die bekehrenden Taufen fanden hierbei an der nach ihm benannten Wunibaldquelle statt, die zuvor „Kallbrunn“ genannt worden war.
Im 10. Jahrhundert wurde das Gerolfinger Gebiet Opfer der damals wiederholt vorkommenden Einfälle der Ungarn in das Ostfrankenreich. Davon zeugt eine am Hesselberg gefundene ungarische Pfeilspitze (ausgestellt im Museum Gunzenhausen) aus dieser Zeit. Die damals auf dem Hesselberg bestehende Fliehburg (Zufluchtsburg) wurde dabei gebrandschatzt. Wahrscheinlich – wenngleich historisch nicht belegt – ist, dass Gerolfingen, Aufkirchen und Irsingen seinerzeit dasselbe Schicksal erlitten.

### Mittelalter
Spätestens seit der Mitte des 8. Jahrhunderts ist Aufkirchen der politische und kirchliche Hauptort der weiteren Hesselberggegend. Am 5. Februar 1209 hielt sich Otto IV., der im Herbst desselben Jahres zum Kaiser des Heiligen Römischen Reiches Deutscher Nation gekrönt wurde, auf seiner Durchreise nach Ulm und Augsburg in Aufkirchen auf. Als reichsfreier befestigter Handelsplatz behielt Aufkirchen seine herausragende lokale Stellung bis ins Hochmittelalter hinein. Erst ab der Mitte des 14. Jahrhunderts beginnt sein Niedergang infolge seiner Verpfändung durch den Kaiser an die Grafen (die erst 1674 in den Fürstenstand erhoben wurden) von Oettingen.
In den folgenden Jahrhunderten teilen sich Aufkirchens/Irsingens und Gerolfingens Wege, wobei die Wörnitz zumeist die Grenze bildet.
Gerolfingen befand sich spätestens seit dem 10. Jahrhundert im Besitz der Grafen von Truhendingen, deren Stammsitz Altentrüdingen war. Urkundlich belegt ist dies für die Zeit ab 1228 durch die (erstmalige) Erwähnung Gerolfingens („Gerlvingen“). In dieser Urkunde verzichtet Friedrich I. von Truhendingen zugunsten des Klosters Kaisheim auf das Gut zu Gerlvingen. Wem Gerlvingen vor der Truhendinger Herrschaft gehörte, ist nicht mehr bekannt. 1362 erhält der Graf von Oettingen Gerlvingen lehensfrei und 1371 werden Gerolfingen und Wassertrüdingen an den Burggraf Friedrich V. von Nürnberg (der sich ab 1427 „Markgraf von Ansbach“ nennen sollte) verkauft und gelangten damit jahrhundertelang in den Besitz der Hohenzollern: Im 14. Jahrhundert gehörte Gerolfingen zum sogenannten Untergebirgischen Land der Burggrafschaft Nürnberg und blieb bis über die Zeit der Französischen Revolution hinaus Teil des Fürstentums (Markgrafentums) Ansbach und zu dessen Oberamt Wassertrüdingen gehörig. Aufkirchen (als Oberamt: Oberamt Aufkirchen) und Irsingen dagegen werden Teil der Grafschaft Oettingen und seit dem 17. Jahrhundert des Fürstentums Oettingen-Spielberg.
Im Jahre 1262 wurde erstmals die Wörnitz (Werinza) urkundlich genannt (in einer Kaisheimer Urkunde), 1418 die Aufkirchner Mühle zum ersten Mal urkundlich erwähnt. 300 Jahre später, in der ersten wissenschaftlichen Landaufnahme des Herzogtums Bayern von 1568 (Landtafeln von Philipp Apian) ist die Wörnitz bereits fast mit ihrem heutigen Namen wiedergegeben (Wernitz).
Das Wissen um die Entstehung des Wörnitzer Wasserfalls („Abfall“) liegt im Dunkel der Geschichte: Der Abfall liegt 300 Meter flussaufwärts der Oberen Wörnitzbrücke. Er ist eine künstlich errichtete Staumauer, möglicherweise errichtet auf einem ursprünglich natürlichem Abfall. Sein Zweck ist es, den – wohl ebenfalls künstlich gegrabenen – zur Aufkirchner Mühle führenden Wörnitzarm mit ausreichend Wasser zu versorgen. Wann der Abfall errichtet wurde, ist nicht mehr bekannt. Naheliegend ist es anzunehmen, dass er zeitnah mit dem Bau der Aufkirchner Mühle errichtet wurde. Damit wäre er ebenfalls mindestens 600 Jahre alt.
Im 14. Jahrhundert (namentlich ab 1349) wurden die deutschen Lande von der Pest heimgesucht (der „Schwarze Tod“). Für Gerolfingen, Aufkirchen und Irsingen sind keine Opferzahlen mehr bekannt. Es ist jedoch davon auszugehen, dass Gerolfingen – wie das übrige Deutschland – rund ein Drittel seiner damaligen Bevölkerung verloren hat.
1449/1450 brach der Zweite Süddeutsche Städtekrieg (auch als Erster Markgrafenkrieg bezeichnet) aus. Dieser hatte seine Ursache in einem länger andauernden Kräftemessen zwischen den süddeutschen Städtebünden (u. a. Augsburg und Nürnberg) und den süddeutschen Landesherren (u. a. von Oettingen und Ansbach). 1450 wurden dabei Aufkirchen (als Besitz des Grafen von Oettingen) und Gerolfingen (als Besitz des Markgrafen von Ansbach) von 200 Söldnern der Stadt Augsburg teilweise gebrandschatzt. Im selben Jahr kam es schließlich zum Friedensschluss zwischen den Landesherren und den süddeutschen Städten.
Als das Heilige Römische Reich im Jahre 1500 im Zuge der Reichsreform unter Maximilian I. zur Verbesserung der Reichsverwaltung in Reichskreise aufgeteilt wird, liegt das Gebiet der heutigen Gemeinde Gerolfingen wieder genau an der Grenze: Aufkirchen und Irsingen fallen über die Grafschaft Oettingen zum Schwäbischen Reichskreis, während Gerolfingen über das Markgrafentum Ansbach in den Fränkischen Reichskreis fällt.
Im Jahre 1525 erhob sich im süddeutschen Raum die Bauernschaft gegen die bestehende und durch die Feudalherren verursachte soziale Ungerechtigkeit (Süddeutscher Bauernkrieg), namentlich gegen die erdrückende Steuerlast, die erzwungenen Frondienste und die Enteignung der Allmenden. Auch die Bauernschaft Gerolfingens, Aufkirchens und Irsingens begehrte auf: Eine erste Bauernversammlung (getarnt als „Sausäck“, dem damaligen Ausdruck für Metzelsuppe) der Dörfer rund um den Hesselberg fand am 17. März 1525 in Weiltingen statt, eine weitere kurz danach (29. März 1525) auf dem Hesselberg. Wo genau dies auf dem Hesselberg war, ist nicht mehr bekannt. Wortführer der Hesselberger Bauernschaft wurde der Freibauer Thoma Wiedemann (Schmalzmüller) von der Schmalzmühle. Bereits zwei Wochen später taten sich die Landesherren von Oettingen, Ansbach und Würzburg zusammen und fassten einen Beschluss zur gegenseitigen Waffenhilfe gegen die aus ihrer Sicht aufrührerischen Bauern. Kurz darauf erhob sich die Hesselberger Bauernschaft gewaltsam gegen die Landesherren: Irsinger und Aufkirchner beteiligten sich als Teil des Rieser Haufens am 6. und 7. Mai 1525 an der Plünderung des Klosters Auhausen, wobei sich gemäß der Aufkirchner Chronik der Aufkirchner Hans Schmidt (Rottmeister) besonders hervorgetan haben soll. Gerolfinger und Aufkirchner kämpften danach am 7. Mai 1525 mit 40 Mann als Teil des Deiniger Haufens in der Schlacht bei Ostheim, in der die Bauernschaft von den Söldnern des Markgrafen von Ansbach geschlagen wurde und rund 400 der insgesamt 8000 an der Schlacht beteiligten Bauern fielen. Die Freibauern von der Schmalzmühle und der Gugelmühle büßten danach ihren Freibauernstand ein, der Aufkirchner Hans Schmidt wurde am 21. Juni 1525 von den Landesherren gefoltert. Allen am Bauernkrieg beteiligten Dörfer der Hesselberggegend wurden 1528 hohe Strafgelder für deren Teilnahme am Bauernkrieg auferlegt.
Im Jahre 1528 führte das Markgraftum Brandenburg-Ansbach (und damit auch Gerolfingen) die Reformation ein. Aufkirchen folgt als Teil der Grafschaft Oettingen 1541 bzw. 1546. 1547 bestätigte Kaiser Karl V. Aufkirchen urkundlich eine (Reichs-)Steuervergünstigung, welche Aufkirchen bereits 1323 von Kaiser Ludwig IV. erhalten hatte.

### Frühe Neuzeit
Zur Zeit des Dreißigjährigen Krieges (1618–1648) und insbesondere in dessen Endphase (ab 1630) wird das heutige Mittelfranken mehrfach zum Kampfgebiet. Damit lag auch das Gebiet der heutigen Gemeinde Gerolfingen im Gefahrenbereich. Über die Verwüstungen des Dreißigjährigen Krieges bieten die Aufzeichnungen des Pfarrers Friedrich Mag (1578–1636) detaillierte Informationen. Spätestens seit Ende des 18. Jahrhunderts hatte sich die feste Annahme gebildet, dass Gustav II. Adolf von Schweden, neben Wallenstein und Johann T’Serclaes von Tilly einer der bedeutendsten Heerführer des Dreißigjährigen Krieges, im Rahmen seiner Feldzüge 1632 einen Abstecher auf den Hesselberg gemacht habe und dort am sogenannten „Hangenden Stein“ („Weißenstein“, „Gustav-Adolf-Ruh“, „Schwedenstein“) gerastet habe. Dies wird heute allerdings für historisch unwahrscheinlich gehalten, denn der erste schriftliche Beleg für Gustav Adolfs Anwesenheit stammt erst aus dem Jahre 1789, also über 150 Jahre nach dem angeblichen Ereignis. Historisch erwiesen ist lediglich, dass Gustav Adolf sich in Dinkelsbühl (30. September bis 4. Oktober 1632) und in Gunzenhausen aufgehalten hat. Der „Hangende Stein“ war eine auffällige, auf der Ehinger Hesselbergseite (nur wenige Meter unterhalb der heute zur Osterwiese führenden Schotterstraße und rund 50 Meter hinter dem heutigen Gustav-Adolf-Denkmal) befindliche, waagrecht liegende, längliche Felsplatte, die die Form einer Tischplatte hatte und mehrere Meter lang war. Der Standort ist heute mit Büschen zugewachsen. Der Hangende Stein wurde kurz nach dem Zweiten Weltkrieg von amerikanischen Besatzungssoldaten mutwillig gesprengt und existiert heute nicht mehr. Das heute auf dem Hesselberg befindliche Gustav-Adolf-Denkmal steht somit historisch jedenfalls zumindest an falscher Stelle.
Historiker gehen davon aus, dass das Gebiet des heutigen Mittelfranken während des Dreißigjährigen Krieges rund ein Drittel seiner damaligen Vorkriegsbevölkerung durch Plünderungen, Brandschatzungen und anschließende Seuchen verlor, namentlich während des Schwedenkrieges (1630–1635: Schlacht an der Alten Veste (3. September 1632), Schlacht bei Nördlingen (6. September 1634), s. a. Dinkelsbühler Kinderzeche), und des Schwedisch-Französischen Krieges (1630–1648: Schlacht von Alerheim (3. August 1645)). Das dürfte somit auch auf das Gebiet der Gemeinde Gerolfingen zutreffen. Belegt ist die Plünderung und Brandschatzung Aufkirchens am 5. April 1634. Im Sommer 1645 verheerten ferner kaiserliche Truppen die Dörfer rund um den Hesselberg, so dass die Bauern die Ernte stehen lassen mussten. Des Weiteren wurde am 23. März 1648 Aufkirchen erneut geplündert, diesmal von der antikaiserlichen schwedischen Wrangelschen Armee. Bald nach dem Ende des Dreißigjährigen Krieges (5. Juni 1681) fielen schließlich große Teile Gerolfingens einem verheerenden Dorfbrand zum Opfer.
Der Dreißigjährige Krieg stellt somit neben dem Schwarzen Tod die wohl größte Katastrophe dar, von der die Gerolfinger, Aufkirchner und Irsinger jemals heimgesucht worden sind. Nach dem Dreißigjährigen Krieg siedelten sich einige evangelische Glaubensflüchtlinge (Exulanten) aus dem Ländlein ob der Enns (Oberösterreich) in Aufkirchen an.
Im Jahre 1627 wird erstmals die Ringmauer um Aufkirchen urkundlich erwähnt. Wann genau sie später abgebrochen wurde, ist nicht mehr bekannt. Sie umfasste ein Viereck und hatte vier Tore: Das Obere Tor (Richtung Irsingen), das Mühltor am Katzengraben (Richtung Ruffenhofen), das Brückentor (an der Oberen Wörnitzbrücke, Richtung Gerolfingen) und das Tor in der Baltgasse unterhalb des Kappenzipfels (Richtung Reichenbach). Das Aufkirchner Schlösschen (im Renaissancestil mit Orangerie; Abmessungen: 56 Schritte lang und 24 Schritte breit) entstand dagegen erst 1721 und wurde 1808 wieder abgebrochen. 1699 wird erstmals die Aufkirchner Wirtschaft „Zum Hirschen“ (in der Baltgasse) erwähnt.
Eigentümlicherweise sind weder Aufkirchen noch Irsingen noch Gerolfingen trotz ihres geringen räumlichen Abstandes zur Reichsstadt Dinkelsbühl je in deren Einflussbereich gelangt, sondern verblieben durchgehend unter der Herrschaft von Landesherren.
Was den Hesselberg betrifft, so hat dieser über die Jahrhunderte hinweg mehrfach eine Namensänderung erfahren: 1315 wurde er erstmals urkundlich erwähnt und als Oselberg bezeichnet. 1405 findet sich die Bezeichnung Eselberg und 1634 die Bezeichnung Hößelberg. Seit 1676 schließlich wird der Name Hesselberg geläufig. Lange hatte man angenommen, dass sich der Name des Hesselbergs von den hier häufig vorkommenden Haselnusssträuchern herleite. Diese mehrere Jahrhunderte lang gültige, heute aber verworfene Annahme stützte sich auf eine Bemerkung in einem Kommentar zu Tacitus’ Germania aus dem Jahre 1536, in dem von einem „mons Avellanus“ die Rede ist. Am wahrscheinlichsten ist indessen, dass die Bezeichnung des Berges in seiner älteren Form ohne „H“ von dem althochdeutschen Adjektiv „Ôdi“ (öde, verlassen, verwüstet) herrührt. Die Kirschbaumanlagen der Gemeinde Gerolfingen auf dem Hesselberg wurden im Jahre 1903 angelegt. Die Gerolfinger Kastanienallee wurde im Jahre 1904 angepflanzt; 2004 wurde sie an ihrem oberen Ende durch Anpflanzungen von Jungkastanien um rund ein Drittel erweitert. Die Evangelisch-Lutherische Volkshochschule auf dem Hesselberg entstand erst 1951.

### Neuzeit
Im Jahre 1717 wurde von Vetter die erste Detaillandkarte des Ansbacher Landes einschließlich der Hesselberggegend erstellt: Sie zeigt, dass die Krümmung der Wörnitz an der Renngasse noch nicht abgegraben war, der Schafsteg oberhalb des Reichenbaches noch vorhanden war und das Loh bis in den Reichenbacher Weg ebenso wie die Südseite (Gerolfinger Seite) des Hesselberges noch bewaldet waren.
Im Jahre 1716 wurde in Franken der Kartoffelbau eingeführt. Im September 1719 wurde zwischen Aufkirchen, Gerolfingen, Irsingen, Reichenbach und Stahlhof ein Vergleich über die gemeinschaftliche Hut geschlossen: Aufkirchen und Gerolfingen durften demnach nur je 100 Stück Schafe auf der gemeinschaftlichen Hut treiben und eine unbegrenzte Anzahl auf ihrer eigenen.
1721 schreibt Johann Christian Keßler die erste (überlieferte) Aufkirchner Chronik. Für das gleiche Jahr ist belegt, dass in Gerolfingen Unter der Linde (beim heutigen Dorfbrunnen) ein fürstlich-oettingisches Ruggericht abgehalten wurde. Ebenfalls im gleichen Jahr wurde eine Röckinger Kindsmörderin in Aufkirchen an den Pranger gestellt und am Alten Galgen enthauptet.
Gegen Ende des 18. Jahrhunderts gab es in Gerolfingen 93 Anwesen. Die Fraisch war umstritten. Sie wurde sowohl vom ansbachischen Oberamt Wassertrüdingen als auch vom oettingen-spielbergischen Oberamt Aufkirchen beansprucht. Die Reichsstadt Dinkelsbühl wollte sie auf ihren Gütern geltend machen. Die Dorf- und Gemeindeherrschaft war strittig zwischen dem Kastenamt Wassertrüdingen und dem Oberamt Aufkirchen. Grundherren waren
- ansbachische Ämter (39 Anwesen; Verwalteramt Auhausen: 2 Lehengüter, 1 Söldengütlein, 1 Haus; Verwalteramt Röckingen: 4 Güter, 2 Sölden; Kastenamt Wassertrüdingen: 1 Wirtschaft, 1 Badstube, 1 Gut, 6 Gütlein, 1 Gütlein mit Schmiede, 8 Häuser, 6 Häuslein, 4 Halbhäuslein; Vogtamt Wittelshofen: 1 Söldengut)
- das Fürstentum Oettingen-Spielberg (17 Anwesen; Oberamt Aufkirchen: 13 Sölden, 3 Häuser, 1 Zollhaus)
- das Herzogtum Württemberg (Oberamt Weiltingen: 19 Anwesen)
- die Reichsstadt Dinkelsbühl (6 Anwesen; Ratsamtspflege: 1 Gütlein; Reichalmosenpflege: 4 Gütlein; Stadtkammer: 1 Gut)
- der Deutsche Orden (Obervogteiamt Oettingen: 3 Halbhöfe, 2 Lehengüter)
- Freieigen (5 Güter, 1 Gut mit Brau- und Branntweinbrennrecht, 1 Gut mit Brau-, Branntweinbrenn- und Tavernrecht)

Neben den Anwesen gab es noch eine Kirche, ein Pfarrhaus, ein Schulhaus und ein Gemeindehirtenhaus.
Das Fürstentum Ansbach (und somit auch Gerolfingen) wurde am 1. Januar 1792 von Preußen einverleibt unter der Bezeichnung Ansbach-Bayreuth. Von 1797 bis 1808 unterstand der Ort dem Justiz- und Kammeramt Wassertrüdingen.
1806 kam Gerolfingen an das Königreich Bayern. Der (eher unbedeutende) preußische König Friedrich Wilhelm III. besuchte 1803 den Hesselberg. Er ritt dabei, von Dennenlohe kommend, von der Röckinger Seite aus auf den Hesselberg. Zur Erinnerung an diese Bergbesteigung des Preußenkönigs wurde die Hesselbergmesse (Bergmess) gestiftet. Das Fürstentum Oettingen (und somit auch Aufkirchen und Irsingen) wurde ebenfalls 1806 Bestandteil des (auf Veranlassung Napoleons gegründeten und im Kern aus dem Kurfürstentum Bayern hervorgegangenen) Königreichs Bayern, welches wiederum 1806 Mitglied des von Napoleon ins Leben gerufenen, kurzlebigen Rheinbundes wurde und 1871 schließlich Teil des Deutschen Reiches wurde.
Infolge des Gemeindeedikts wurde Gerolfingen im Jahr 1809 dem Steuerdistrikt Röckingen zugeordnet. Zugleich wurde die Ruralgemeinde Gerolfingen gebildet, zu der Berghaus gehörte. Sie war in Verwaltung und Gerichtsbarkeit dem Landgericht Wassertrüdingen zugeordnet und in der Finanzverwaltung dem Rentamt Wassertrüdingen (1919 in Finanzamt Wassertrüdingen umbenannt, 1932–1973 Finanzamt Gunzenhausen, seit 1973 Finanzamt Ansbach). Die Verwaltung übernahm 1862 das neu geschaffene Bezirksamt Dinkelsbühl (1939 in Landkreis Dinkelsbühl umbenannt). Die Gerichtsbarkeit blieb beim Landgericht Wassertrüdingen (1879 in das Amtsgericht Wassertrüdingen umgewandelt), von 1956 bis 1970 war das Amtsgericht Gunzenhausen zuständig und von 1970 bis 1973 das Amtsgericht Dinkelsbühl, das seit 1973 eine Zweigstelle des Amtsgerichtes Ansbach ist. Mit der Auflösung des Landkreises Dinkelsbühl im Jahr 1972 kam Gerolfingen an den Landkreis Ansbach.
Irsingen, Aufkirchen und Reichenbach wurden dagegen ab 1817 zunächst dem Herrschaftsgericht Mönchsroth des Fürsten von Oettingen zugeteilt, erst ab 1850 war das Landgericht Wassertrüdingen zuständig.
Zur Zeit des Nationalsozialismus wurde Deutschland in sogenannte (Partei-)Gaue untergliedert. Dabei wurden mehrere der bestehenden Reichstagswahlkreise zu einem Parteigau gebündelt. Die heutige Gemeinde Gerolfingen war seinerzeit Teil des Reichstagswahlkreis Dinkelsbühl des bayrischen Regierungsbezirks Mittelfranken. Dieser wurde Teil des Parteigaus Franken.
Bereits zu Zeiten der Weimarer Republik war der Regierungsbezirk Mittelfranken eine Hochburg der NSDAP. Bei der Reichstagswahl vom Juli 1932 erzielte die NSDAP hier ihre reichsweit höchsten Stimmenanteile. Während der Zeit des Nationalsozialismus fanden auf dem Hesselberg die sogenannten „Frankentage“ statt, die von Julius Streicher, dem „Frankenführer“ und Leiter des Gaus Franken, inszeniert wurden. Im Jahre 1930 war Adolf Hitler in seiner Eigenschaft als Parteiführer dort zugegen, Hermann Göring trat zweimal als Redner bei den Frankentagen auf. Zum „Heiligen Berg der Franken“ stilisiert, wurde der Hesselberg neben dem Nürnberger Reichsparteitagsgelände und München als „Stadt der Bewegung“ zur drittwichtigsten bayerischen NS-Kultstätte. Der Bau einer Adolf-Hitler-Schule auf dem Hesselberg war geplant, wurde aber wegen des Krieges nicht mehr verwirklicht. Ebenso wenig Julius Streichers Plan, sich nach seinem Tode auf dem Hesselberg in einem Mausoleum unter einer 40 Meter hohen Glaskuppel beisetzen zu lassen.
Den Zweiten Weltkrieg selbst überstand das Gerolfinger Ortsgebiet baulich unbeschadet.
Allerdings sprengten deutsche Truppen auf dem Rückzug kurz vor dem Ende des Krieges am Ostersonntag, den 15. April 1945, die von Gerolfingen nach Aufkirchen über die Wörnitz führende Untere Brücke. Drei Tage später rückten amerikanische Truppen in Gerolfingen und Aufkirchen ein. Die Sprengung der Unteren Brücke war sinnlos; die amerikanischen Truppen überquerten die untiefe Wörnitz mit Militärlastkraftwagen problemlos ein paar Meter weiter links (von Gerolfingen aus gesehen) neben der gesprengten Brücke und rückten dann nach Gerolfingen vor. Die Untere Brücke war eine über 200 Jahre alte (1732) Steinbogenbrücke. Nur der erste Steinbogen (von der Gerolfinger Seite aus gesehen) hatte die Sprengung überstanden. Als die Untere Brücke nach dem Kriege als eine einfache Holzbrücke wiedererrichtet wurde, diente dieser erste Steinbogen als Brückenauffahrt und bildete einen fast verlandeten Wörnitzdurchfluss. Erst 1991 wurde er zusammen mit der Holzbrücke abgerissen und durch eine Betonbrücke ersetzt.
Die Obere Wörnitzbrücke war dagegen ursprünglich immer eine Holzbrücke gewesen. Sie wurde ebenfalls kurz vor Kriegsende von der Wehrmacht gesprengt und bald nach Kriegsende wieder aufgebaut, zunächst als Holzsteg und dann wieder als Holzbrücke. 1959 wurde sie durch eine Betonbrücke ersetzt, die ihrerseits 2006 durch eine Steinbrücke ersetzt wurde.
Nach dem Zweiten Weltkrieg nahmen Gerolfingen, Aufkirchen und Irsingen vorübergehend rund 1.000 aus den Ostprovinzen vertriebene Flüchtlinge auf. Die Einwohnerschaft der drei Ortschaften verdoppelte sich dadurch mehrere Jahre lang.

### Eingemeindungen
Im Zuge der Gebietsreform in Bayern wurden am 1. Januar 1972 Aufkirchen und Irsingen eingemeindet.

### Postleitzahl
Seit 1941 gab es im Deutschen Reich (zweistellige) Postleitzahlen. Die Gemeinde Gerolfingen war seinerzeit Teil des Postleitbereichs 13a (Bayreuth, Franken, Mainfranken). Dieses Postleitsystem wurde nach dem Ende des Zweiten Weltkriegs für mehr als zwanzig Jahre weiterverwendet. Im Jahre 1961 wurden in Westdeutschland die vierstelligen Postleitzahlen eingeführt; Gerolfingen erhielt die PLZ 8821. Seit 1993 gelten schließlich die fünfstelligen Postleitzahlen.

### Einwohnerentwicklung
Im Zeitraum von 1988 bis 2018 sank die Einwohnerzahl von 1035 auf 956 um 79 Einwohner bzw. um 7,6 %.
| Jahr      | 1818   | 1840   | 1852   | 1861   | 1867   | 1871   | 1875   | 1880   | 1885   | 1890   | 1895   | 1900   | 1905   | 1910   | 1919   | 1925   | 1933   | 1939   | 1946   | 1950   | 1961   | 1970   | 1987   | 1991 | 1995 | 2005 | 2010   | 2015   |
| --------- | ------ | ------ | ------ | ------ | ------ | ------ | ------ | ------ | ------ | ------ | ------ | ------ | ------ | ------ | ------ | ------ | ------ | ------ | ------ | ------ | ------ | ------ | ------ | ---- | ---- | ---- | ------ | ------ |
| Einwohner | 511    | 551    | 595    | 569    | 586    | 553    | 562    | 587    | 605    | 545    | 566    | 539    | 520    | 517    | 530    | 526    | 498    | 488    | 786    | 891    | 622    | 573    | 1065   | 1061 | 1110 | 1049 | 991    | 951    |
| Häuser    | 96     | 104    |        |        |        | 124    |        |        | 119    | 119    |        | 120    |        |        |        | 116    |        |        |        | 118    | 122    |        | 273    |      |      |      |        | 344    |
| Quelle    | [ 48 ] | [ 49 ] | [ 50 ] | [ 51 ] | [ 52 ] | [ 53 ] | [ 54 ] | [ 55 ] | [ 56 ] | [ 57 ] | [ 50 ] | [ 58 ] | [ 50 ] | [ 59 ] | [ 50 ] | [ 60 ] | [ 50 ] | [ 50 ] | [ 50 ] | [ 61 ] | [ 62 ] | [ 63 ] | [ 64 ] |      |      |      | [ 65 ] | [ 65 ] |

| Jahr      | 1818   | 1840   | 1861   | 1871   | 1885   | 1900   | 1925   | 1950   | 1961   | 1970   | 1987   | 2006   | 2016   |
| --------- | ------ | ------ | ------ | ------ | ------ | ------ | ------ | ------ | ------ | ------ | ------ | ------ | ------ |
| Einwohner | 509    | 546    | 561    | 550    | 601    | 529    | 520    | 887    | 588    | 558    | 590    | *605   | *550   |
| Häuser    | 95     | 103    |        |        | 118    | 118    | 115    | 117    | 118    |        | 143    |        |        |
| Quelle    | [ 48 ] | [ 49 ] | [ 51 ] | [ 53 ] | [ 56 ] | [ 58 ] | [ 60 ] | [ 61 ] | [ 62 ] | [ 63 ] | [ 64 ] | [ 66 ] | [ 66 ] |

## Religion
Die überwiegende Teil der Einwohner ist wie in den meisten Gemeinden Mittelfrankens protestantisch.
Die St.-Johannis-Kirche in Aufkirchen war seit der Mission durch Wunibald die Mutterkirche für das gesamte Umland. Die evangelisch-lutherische Kirchengemeinde Aufkirchen unterhält einen Montessori-Kindergarten.
Seit 2000 sind die Kirchengemeinden Aufkirchen und Gerolfingen zu einer Pfarrei zusammengeschlossen, der Pfarrsitz ist Gerolfingen.

## Politik
Die Gemeinde ist Mitglied der Verwaltungsgemeinschaft Hesselberg mit Sitz in Ehingen.

### Gemeinderat
Nach der letzten Kommunalwahl in Bayern 2020 hat der Gemeinderat acht Mitglieder. Die Wahlbeteiligung lag bei 72,3 %. Der Gemeinderat besteht aus Mitgliedern der Wählergruppe Hesselberg und der Wählergruppe Freie Wähler.
Weiteres Mitglied und Vorsitzender des Gemeinderates ist der Bürgermeister.

### Bürgermeister und ehemalige Bürgermeister
- 1868–1893: Adam Fischer
- 1894–1925: Karl Bach
- 1925–1933: Friedrich Fickel
- 1933–1937: Heinrich Schwarz
- 1937–1945: Heinrich Dempelein
- 1945–1951: Friedrich Graf
- 1951–1967: Heinrich Dempelein
- 1967–1972: Karl Fickel
- 1972 fand die Gemeindereform statt (Zusammenlegung von Aufkirchen, Gerolfingen und Irsingen).
- 1972–1974: August Ströhlein (War vorher Buergermeister in Aufkirchen)
- 1974–1996: Ernst Pirner
- 1996–2008: Robert Höhenberger
- Seit 2008: Karl Fickel jun.

Karl Fickel jun. (* 1957) ist seit Mai 2008 Erster Bürgermeister, dieser wurde 2014 und 2020 wiedergewählt.

### Wappen und Flagge
Wappen
| Wappen von Gerolfingen | Blasonierung: „Unter von Gold und Rot geteiltem Schildhaupt gespalten von Silber und Schwarz mit einem Adler in verwechselten Farben, der einen nach links gerichteten waagrechten Wurfspeer in verwechselten Farben in den Fängen hält.“ |
| Wappen von Gerolfingen | Wappenbegründung: Die Gemeinde Gerolfingen besteht seit 1978 aus den Gemeinden Aufkirchen, Gerolfingen und Irsingen. Der Markt Aufkirchen führte seit dem 13. Jahrhundert ein eigenes Siegel mit dem Reichsadler. Der Adler bezieht sich auf die Zugehörigkeit zum Reich. Der Wurfspeer (Ger) in seinen Fängen steht redend für den Ortsnamen. Die Farben Silber und Schwarz erinnern an die Markgrafen von Brandenburg-Ansbach, das von Gold und Rot geteilte Schildhaupt an die Grafen von Oettingen. Dieses Wappen wird seit 1981 geführt. |

Flagge
Die Gemeindeflagge ist schwarz-weiß-rot.

## Mundart
Die in Gerolfingen, Aufkirchen und Irsingen gesprochene Mundart ist ein Ostfränkisch mit schwäbischen Einschlägen, da die drei Dörfer in der Übergangszone beider Dialekte liegen. S. a. Sprachatlas von Mittelfranken.

## Kultur und Sehenswürdigkeiten

### Museen

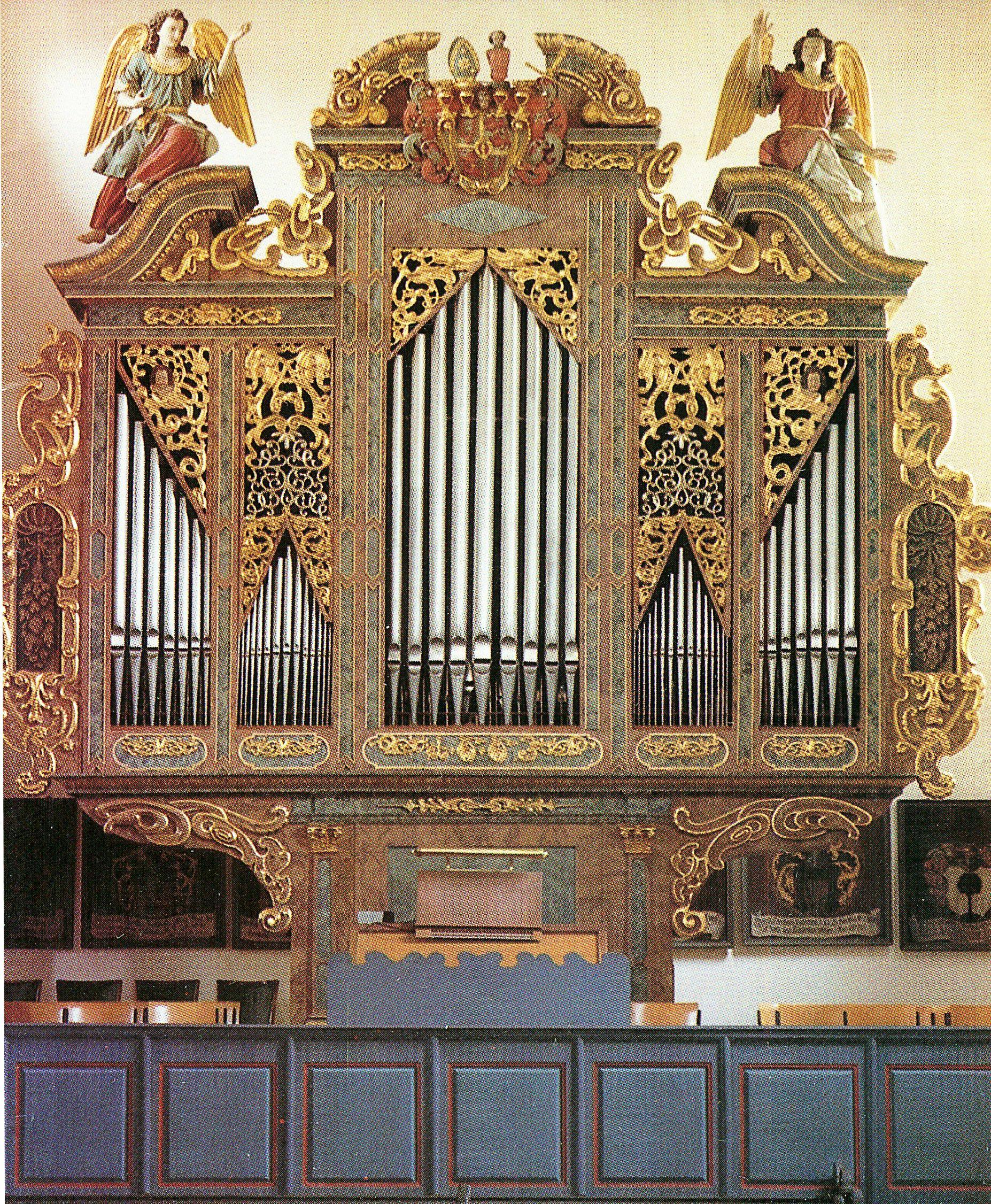
Orgelprospekt von 1663

Römerpark Ruffenhofen

### Baudenkmäler
- Der Gemeindeteil Aufkirchen ist geprägt von der weithin sichtbaren St.-Johannis-Kirche mit einer auffälligen zwiebelförmigen Turmspitze. Berühmt ist ihre Orgel, die als eine der wertvollsten Mittelfrankens gilt, vor allem, weil sie über acht originale Register und den Prospekt von 1663 verfügt.[71]
- In der Ortsmitte Gerolfingens steht unter einer mächtigen alten Linde das Schäferbrünnlein, das der Dorfjugend als Treffpunkt dient. Dahinter, von der Straße abgerückt, erhebt sich die St.-Erhards-Kirche, die vor einiger Zeit ihr 140-jähriges Jubiläum beging.

### Sport
- Fußball: SCA (Sportclub Aufkirchen)
- Sportschützen: SSV Gerolfingen Hesselbergdistel
- Reitsport: Pferdefreunde Gerolfingen-Hesselberg

### Gastronomie
Das Dorf hat drei Gasthäuser, in denen vorwiegend die traditionelle fränkische Küche serviert wird (Grüner Baum, Roter Ochse und Goldener Löwe). Im Grünen Baum befand sich bis Mitte der 1990er Jahre die Brauerei Rötter-Bräu mit einer der ältesten Produktionsanlagen Deutschlands.

## Wirtschaft und Infrastruktur
Gerolfingen ist Mitglied im Tourismusverband Romantisches Franken und im Touristikverband Hesselberg e. V.

## Verkehr
Die Staatsstraße 2218, die zugleich ein Abschnitt der Deutschen Ferienroute Alpen–Ostsee ist, verläuft nach Wittelshofen (2,1 km nordwestlich) bzw. nach Wassertrüdingen (6,7 km östlich). Die Kreisstraße AN 48 führt am Berghaus vorbei zum Hesselberghaus (2,4 km nordöstlich). Eine Gemeindeverbindungsstraße verläuft an Aufkirchen und Irsingen vorbei nach Frankenhofen (3,5 km südwestlich), eine weitere führt nach Aufkirchen (0,6 km südlich).
Das Segelfluggelände Irsingen liegt etwa 1,5 km südlich von Gerolfingen im Gemeindeteil Irsingen.